# Amphitropesa collessi
Amphitropesa collessi är en tvåvingeart som beskrevs av Barraclough 1992. Amphitropesa collessi ingår i släktet Amphitropesa och familjen parasitflugor. Inga underarter finns listade i Catalogue of Life.